# Нитхан Кхун Буром
«Нитхан Кхун Буром» (или Нидан Кхун Булом, буквально «Сказание о Кхун Буроме») — лаосская хроника, посвящённая в основном королевству Лансанг и являющаяся одним из важнейших источников по истории Лаоса этого периода. Она создана в Луангпхабанге в 1503 году. 

Три вождя-первопредка. Фреска в храме Ват Ахам в Луанг-Прабанге

Хроника начинается с мифа о том, как боги устроили потоп, уничтожив старое человечество за грехи, и сохранив жизнь трём вождям. После этого они заселили землю заново людьми из тыкву-горлянок. Поскольку новые люди также не следовали указаниям богов, для управления ими был ниспослан сын Индры Кхун Буром. Прямыми потомками его старшего сына называются Фа Нгум и происходящие от него короли Лансанга, тогда как династии окружающих государств, в том числе Аютии, Ланна и Пегу происходят от младших сыновей Кхун Бурома. Хроника заканчивается описанием событий XV в.